# Albert Fernique
Albert Fernique, né le 30 juin 1841 dans l'ancien 3e arrondissement de Paris, et mort le 19 septembre 1898 dans le 6e arrondissement de Paris, est un photographe français, pionnier de la photomécanique.

## Biographie
Albert Fernique débute comme ingénieur à l'École centrale des arts et manufactures à Paris dont il est diplômé en 1862, puis s'affiche officiellement comme photographe professionnel dans l'édition de 1873 de l'Annuaire du Commerce de Paris avec la mention « Application de la photographie à l'art de l'ingénieur et de l'architecte ». Il devient membre de la Société française de photographie en 1879 et participera aux expositions de 1878 et 1889 à Paris, à celle de 1889 à Anvers.
Son atelier était situé au 31, rue de Fleurus à Paris. On lui doit de nombreux clichés d'œuvres monumentales d'artistes de son temps, notamment de Jean-Baptiste Carpeaux, des vues d'architecture d'intérieur pour lesquelles sa technique de prise de vue était particulièrement efficace à capturer la lumière ambiante.
La série de photographies faites sur le chantier de la fabrication à Paris de la statue de la Liberté d'Auguste Bartholdi est un de ses travaux les plus connus. Albert Fernique s'intéresse aussi aux procédés photomécaniques tels que la photolithographie et la photogravure et, en collaboration avec René Dagron, au développement des dépêches photomicroscopiques (vers 1870). Ce savant se trouvait rapport avec Joseph-Charles d'Almeida, membre du Comité scientifique siégeant au ministère de l’Instruction publique et Fernique s’adonnait avec lui pour le Comité à des expériences relatives à la reproduction photo-microscopique des dépêches. Ernest Picard lui proposa alors d’aller établir en province le service des dépêches photo-microscopiques officielles et privées.
Le cliché d'Albert Fernique représentant l'amphithéâtre de l'École centrale de Paris (vers 1875) fut classé parmi les 180 chefs-d'œuvre du département des estampes et de la photographie de la Bibliothèque nationale de France.
Son frère Victor Fernique était lui aussi photographe, on lui doit un reportage photographique sur le pèlerinage en Terre sainte (1878). Le fils d'Albert Fernique prit sa succession à la même adresse en 1894.

## Collections
- Paris, Bibliothèque nationale de France[9].

## Galerie

Album de la construction de la statue de la Liberté (1883)
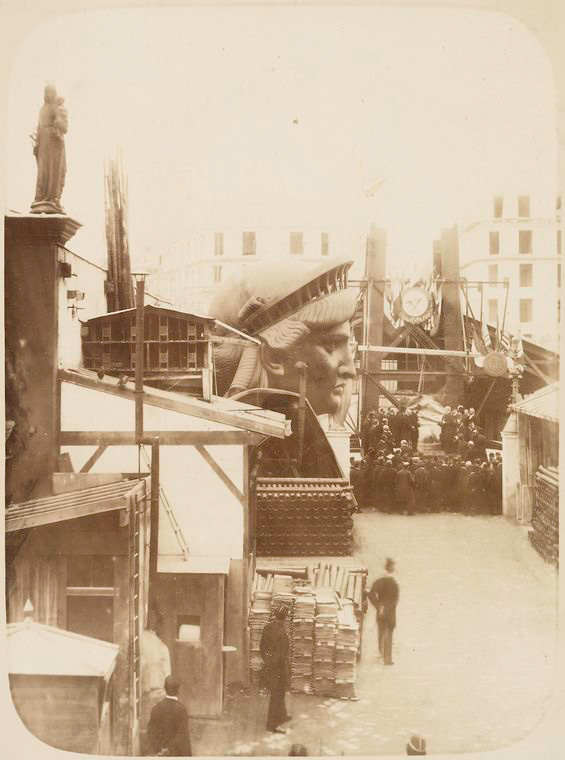
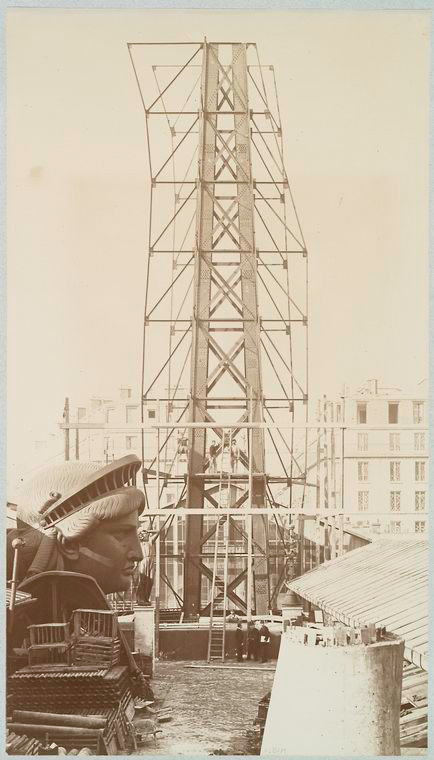
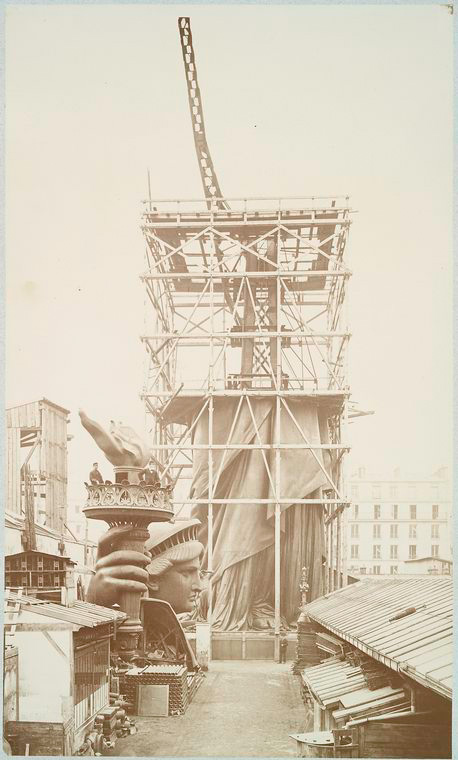
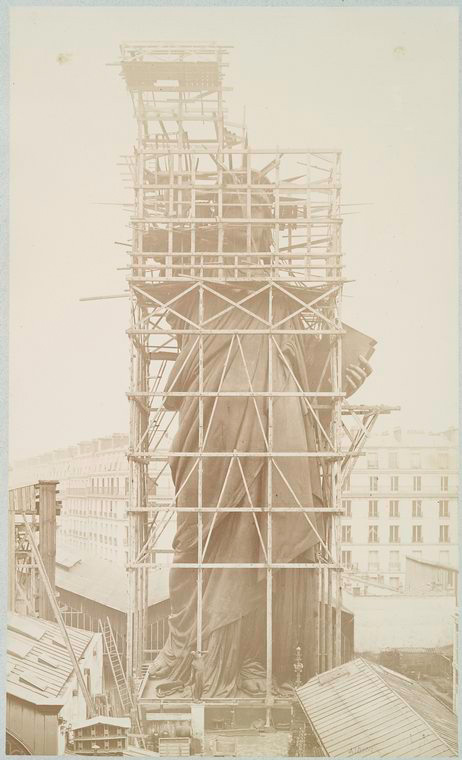
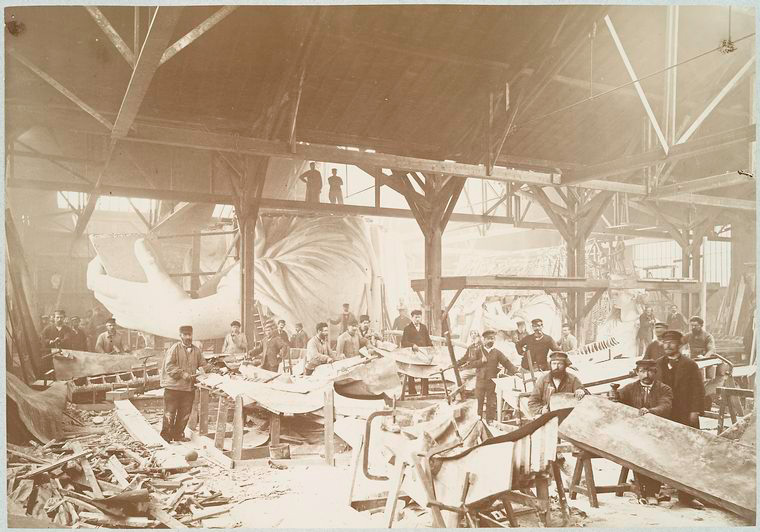